# Polanka (chata)
Hotel Chata Polanka se nachází u křižovatky silnic II. třídy 357 a 358 v katastru obce Nové Hrady na jihovýchod od centra obce ve Svitavské pahorkatině. Restaurace je otevřená denně od 11 hodin a kromě nápojů, studených a teplých jídel zajišťuje také rauty, svatby a firemní akce. Ubytování je zajištěno v jedno až šestilůžkových pokojích.

## Historie
Již koncem 19. století stála v místě dnešní chaty hájovna téhož jména. Díky klubu Českých turistů byla tato přeměněna na hostinec, ze kterého postupem času vzniklo ubytovací zařízení.

## Dostupnost
Chata je dostupná autem:
- po silnici II. třídy 357 z obce Bor u Skutče
- po silnici II. třídy 358 z obce Nové Hrady
- po silnici II. třídy 358 z obce Zderaz
- po cyklostezce Maštale 2 z Boru u Skutče nebo z Bílého Koně.
- po cyklostezce Maštale 6 ze Zderazi nebo z Mokré Lhoty.
- po cyklostezce Maštale 7 ze Zderazi nebo z Nových Hradů.
- po cyklostezce č. 4180 z Boru u Skutče nebo z Nových Hradů.
- po  červeně značené turistické trase 0446 údolím Novohradky z Bílého Koně.
- po  červeně značené turistické trase 0448 z Boru u Skutče.